# Daulestes
Daulestes è un genere estinto di mammiferi, classificato nell'arcaico ordine degli Asioryctitheria e vissuto nel Cretaceo superiore.
I fossili di questo animale (una mascella inferiore destra fornita di alcuni denti e di alveoli dei denti mancanti dai canini al primo molare) sono stati rinvenuti nella repubblica dell'Uzbekistan in strati risalenti al Turoniano medio e superiore (all'incirca 90 milioni di anni fa, in pieno Cretaceo). La scarsità del materiale fossile ha fatto in modo che l'animale fosse dapprima classificato all'interno degli Zalambdalestidae (arcaica famiglia inserita nell'ordine Insectivora, rivelatosi in seguito parafiletico) e solo in un secondo tempo assegnato agli Asioryctitheria, sulla base delle evidenti somiglianze con i fossili di Kennalestes (il genere meglio conosciuto dell'ordine).
Della specie D. inobservabilis, scoperta nello stesso sito tre anni dopo la prima D. kulbeckensis, è stata ritrovata anche la mascella superiore (senza denti ma anch'essa con gli alveoli intatti, ideali per le misurazioni): dai millimetrici confronti delle due dentizioni si è ricavato che la specie D. inobservabilis era in generale di dimensioni maggiori, ma filogeneticamente affine alla prima specie, così come al genere Uchkudukodon, inizialmente classificato come D. nessovi, e solo nel 2006 rinominato tale da Archibald & Averianov.